# Contre la télévision et autres textes sur la politique et la société
Contre la télévision et autres textes sur la politique et la société (en italien : Saggi sulla politica e sulla società) est un recueil présentant une traduction d’essais de Pier Paolo Pasolini paru en 2003 aux éditions Les Solitaires intempestifs.

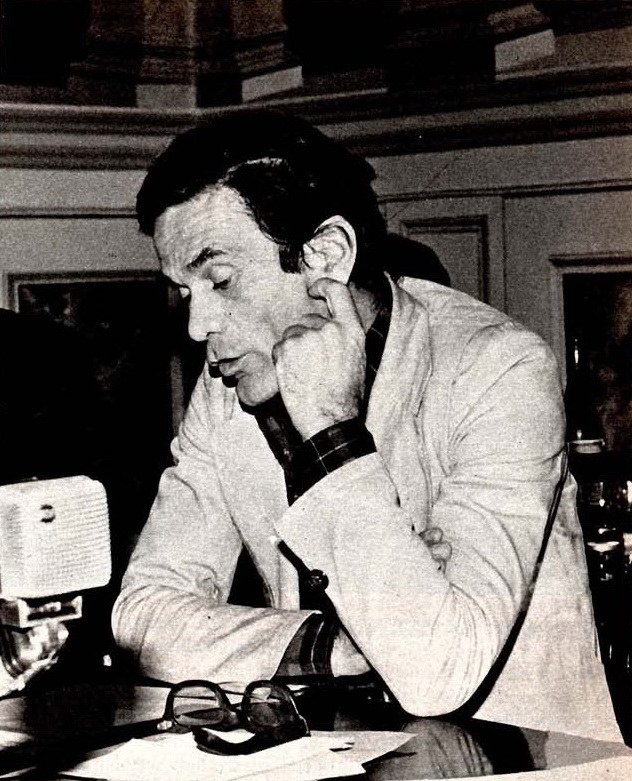
Pasolini en 1975

Traduits de l'italien par Caroline Michel et Hervé Joubert-Laurencin, les textes du recueil sont choisis parmi les Essais sur la politique et la société (Saggi sulla politica e sulla società) de Pasolini, rassemblés par Walter Siti et Silvia De Laude, à partir du cinquième volume des Œuvres complètes (Tutte le opere) de l'auteur, sous la direction de Walter Siti et paru dans la collection « I Meridiani » en 1999,.
Composé de dix textes, dont le propos suit la ligne anticonformiste et indépendante de l'auteur, ce recueil se divise en deux parties. La première partie présente la réflexion de Pasolini sur la télévision pendant les années 60, et son prétendu pouvoir qu'il juge néfaste[réf. nécessaire]. Dans la seconde partie, c'est une figure d'un auteur plus engagé qui est donnée à voir, notamment à travers sa critique de la bourgeoisie italienne, dans son texte Contre la terreur, dont ce recueil est le seul à proposer une traduction en français.
Le premier texte est une présentation de l'auteur par l'un des traducteurs de l'ouvrage, Hervé Joubert-Laurencin, intitulée Avec toi, contre toi, Pasolini, pour reprendre un tercet du poème de l'auteur, Les cendres de Gramsci. Dans cette introduction, Hervé Joubert-Laurencin détaille, en les survolant, chacun des textes du recueil, en les contextualisant afin de suivre l'évolution de la pensée de Pasolini de la fin des années 60 jusqu'au milieu des années 70. Cette introduction permet de comprendre davantage la prise de position de Pasolini à l'encontre de la télévision.

## Composition du recueil

### Présentation:Avec toi, contre toi, Pasolini
Il s'agit de l'introduction au recueil Contre la télévision et autres textes sur la politique et la société, par l'un des deux traducteurs, Hervé Joubert-Laurencin. Dans ce texte, les textes du recueil sont rapidement évoqués en fonction de la période dans laquelle ils s'inscrivent, et de la réflexion de Pasolini au moment de leur rédaction. Les textes se divisent en deux catégories, où Hervé Joubert-Laurencin dresse un parallèle entre la critique de la télévision et mai 68, où, selon ses dires, la réflexion de Pasolini « sur l'extrémisme et le système de passation des valeurs entre générations au temps du capitalisme triomphant prend une valeur universelle. »

### Néocapitalisme télévisuel
Ce texte retranscrit l'entrevue accordée par Pasolini à la revue communiste Vie Nuove (Voies Nouvelles), numéro 51, 13e année, le 20 décembre 1958. Pasolini y décrit l'influence idéologique de la télévision sur les jeunes, il s'agit d'un sujet qu'il survole déjà dans son roman Ragazzi di vita . Il effectue un parallèle entre les jeunes de la banlieue romaine de son roman, où la télévision n'a aucune prise, et les bourgeois romains chez lesquels la télévision trouve un terrain plus propice à s'implanter dans les consciences.

### Contre la télévision
Pilier central du recueil, auquel il donne son titre, Contre la télévision est daté de mai 1966, retrouvé dans un dossier nommé « Nouvelles questions linguistiques ». Cet essai constitue le cœur de la réflexion pasolinienne sur la télévision qui occupe de plus en plus de place dans le paysage italien. Y est dénoncé « l'asservissement total » de l'opinion publique à travers l'écran de télévision considéré comme une cage selon l'auteur. De plus, Pasolini insiste sur le sentiment d'universalité qui transparaît en regardant la télévision, comme si ce qui y était dit était incontestablement vrai, empêchant de ce fait une pensée libre, à l'image de l'uniformisation de la pensée très critiquée avec l'arrivée du néocapitalisme, phase du capitalisme commencée après la Seconde Guerre mondiale.

### Déjà le titre est crétin
Un texte très court du recueil, tiré du numéro du 8 octobre 1972 du quotidien italien Paese Sera dans lequel Pasolini fustige l'émission de variété sur Rai Uno, Canzonissima. Il considère cette émission comme le reflet d'une société soumise à la dictature de la légèreté et du consommable.

### Témoignage pour les 121
Un texte de soutien à la « Déclaration sur le droit à l'insoumission dans la guerre d'Algérie », dit « Manifeste des 121 » publié en France en septembre 1960, ce qui suit la volonté d'anticonformisme, et par extension, d'insoumission de Pasolini.

### Un nouveau masque italien: les «Meneghelli»
Un texte sur ce que Pasolini appelle « Meneghelli », c'est-à-dire les bourgeois ayant choisi de faire de la politique, et renforçant leur position par cela. Il s'agit d'un terme d'origine vénitienne selon l'auteur, qui n'explicite pas plus son choix dans ce terme. La présence du masque vient du fait que ces « Meneghelli » cachent leur nature bourgeoise sous couvert d'une image politique rassurante. Il s'agit d'un des textes les plus connotés politiquement de l'auteur, daté de 1968.

### Contre la terreur
Premier article de la rubrique « Il Caos » (Le Chaos) que Pasolini tient du  6 août 1968 au 24 janvier 1970 dans l'hebdomadaire italien Tempo. Dans cet article, l'auteur souhaite s'éloigner de l'enseignement bouddhiste du détachement des choses, en contradiction avec sa nature provocatrice et indépendante. Par terreur, l'auteur entend que « l'autorité est toujours la terreur. », et traite de la place de l'intellectuel dans cette société dont il observe les transformations depuis la fin de la Seconde Guerre mondiale, notamment celles du monde ouvrier dont il est très proche.

### Mon indépendance provocatrice
Article faisant également partie de la rubrique « Il Caos », et daté de 1969, le texte comporte une note plus sombre, car l'auteur se sent ici, selon ses dires, « comme une bête traquée », à la suite de son film Teorema (Théorème) qui critique la bourgeoisie italienne et fait scandale. Le film est conçu en parallèle du roman éponyme de Pasolini.

### Prologue: E.M.
Les deux lettres, pour Extrémisme Moral, sont le titre de cet article paru dans la revue italienne Nuovi Argomenti en janvier-février 1973 et dans lequel Pasolini dresse un tableau de la société culturelle italienne de 1972-73 en faisant le parallèle avec les Spartiates antiques et leurs codes sociaux.

### Nous sommes tous en danger
Le dernier texte, tiré d'une interview, donnée le 1er novembre 1975 vers dix-sept heures du soir, soit quelques heures avant l'assassinat de Pasolini. Le poète et cinéaste revient sur la télévision et le danger qu'elle représente pour la société italienne sous la forme d'un avertissement. Ce texte est placé à la fin du recueil comme un écho de la pensée de Pasolini, arrêtée et figée sur les mots « vérité » et «évidence », que Pasolini mêle pour démontrer la vérité de la télévision, selon lui, négative.